# Thietpald
Thietpald († 4 ou 7 janvier 1034) fut abbé du monastère bénédictin de Saint-Gall de 1022 à 1034. Il est le successeur de l'abbé Purchart II. 

## Vie
Thietpald fut élu abbé de Saint-Gall en septembre de l'année 1022. Le 19 avril 1025, l'empereur Konrad II confirma l'immunité et le droit d’élection de l’abbaye. Il s’agit là de la principale trace documentaire du vivant de Thietpald à Saint-Gall. Auparavant, il n’a été mentionné que dans un registre de Reichenau. Il est ensuite indiqué dans les différentes annales. Ekkehard écrit son éloge funèbre. 

## Actes
Thietpald fut très apprécié de ses semblables. En outre, son règne fut considéré comme pacifique en dépit du fait que la révolte en 1026 du duc Ernst de Souabe ait dévasté le monastère. L’année suivante l’impératrice Gisela rendit visite au monastère de Saint-Gall avec son fils Henry.